# Ignace Mariétan
Ignace Mariétan (* 14. März 1882 in Val-d’Illiez; † 18. Mai 1971 in Sitten) war ein Schweizer Priester und Naturforscher.

## Leben
Ignace Mariétan besuchte das Gymnasium in Sitten und trat 1907 in das Kloster Saint-Maurice ein, wo er 1912 die Priesterweihe erhielt. Seit 1912 unterrichtete er Naturwissenschaften an der Klosterschule. 1913 begann er an der Universität Lausanne mit dem Studium der Botanik, der Zoologie und, bei Maurice Lugeon, der Geologie.
1925 trat Mariétan aus dem Kloster aus und leistete fortan Dienst als Weltgeistlicher im Bistum Sitten und als Dozent an der kantonalen landwirtschaftlichen Schule, am Gymnasium in Sitten sowie einer Schule in Pully bei Lausanne. 1937 verlieh ihm die Universität Lausanne die Ehrendoktorwürde.
Als Naturforscher publizierte er zahlreiche Beiträge zur Landschaftsgeschichte des Wallis. Viele der über 300 Schriften dienen der didaktischen Vermittlung naturkundlicher Aspekte der Landesgeschichte. So beschrieb Ignace Mariétan früh die beiden Aspekte der hydrografischen Verhältnisse für die Bevölkerung des Gebirgskantons, die Bedrohung durch Hochwasser und die anspruchsvolle jahrhundertelange Tätigkeit der Flurbewässerung: Sein Buch Les bisses von 1948, mit Fotografien der kühnen Bauwerke an den Suonen von Charles Paris, und gerade auch die deutsche Übersetzung Heilige Wasser aus der Feder des Berner Sachbuchautors Walter Laedrach, erschienen in der Reihe der Schweizer Heimatbücher (bzw. französisch Trésors de mon pays) als Band 21/22, zählen zu den Klassikern der populären volkskundlichen Sachliteratur in der Schweiz. Als sich im Januar 1946 ein schweres Erdbeben in der Region Siders ereignete, erklärte Mariétan in einem ausführlichen Beitrag die geologischen Zusammenhänge des Phänomens und dessen zerstörerische Auswirkungen: viele Gebäude trugen schwere Schäden davon, und oberhalb von Ayent gab es den Bergsee Lac de Luchet seit jenem Jahr nicht mehr. In fünf Bänden der Reihe Schweizer Wanderbuch beschrieb Mariétan für Touristen die Walliser Kulturlandschaft an den Wanderwegen. Seit der Gründung 1943 war er Mitglied der Walliser Wandervereinigung Association valaisanne de randonnée pédestre, die heute Valrando heisst.
Der Walliser Naturforscher setzte sich für die Errichtung der Naturschutzgebiete Aletschwald und Derborence ein. Im Jahr 1970 produzierte das Westschweizer Fernsehen eine Reportage mit ihm über die Landschaft von Derborence.
Ignace Mariétan war als Nachfolger von Maurice Besse von 1925 bis 1971, also fast ein halbes Jahrhundert, Präsident der naturwissenschaftlichen Vereinigung La Murithienne und gehörte auch der Schweizerischen Naturforschenden Gesellschaft an. Schon im Jahr 1917 veröffentlichte er einen Beitrag zum Naturschutz im Wallis, in dem er die Folgen der Entwässerung in der Rhoneebene für die Vogelwelt skizzierte. Im Jahr 1933 gründete er die kantonale Naturschutzkommission des Wallis, und von 1933 bis 1952 gehörte er der Eidgenössischen Kommission für Natur- und Heimatschutz an. 1963 ernannte ihn der Schweizerische Bund für Naturschutz zum Ehrenmitglied.
Die Stiftung Fondation Dr Ignace Mariétan unterstützt wissenschaftliche Forschungen aus dem Wallis und die Publikationstätigkeit der Murithienne.
Der umfangreiche Nachlass Ignace Mariétans wird im Staatsarchiv Wallis aufbewahrt.

## Werke (Auswahl)
- L’assèchement de la plaine du Rhône dans ses rapports avec l’ornithologie et la protection des oiseaux. In: Nos Oiseaux, 1917.
- Protection de la nature dans le canton du Valais. 1937.
- Le tremblement de terre du 25 janvier 1946. In: Bulletin de la Murithienne, 63, 1945, S. 70–87.
- Les bisses. La lutte pour l’eau en Valais. Neuenburg 1948. (mit Fotografien von Charles Paris).
- Heilige Wasser. Übersetzt von Walter Laedrach. Paul Haupt Verlag. Bern 1948.
- Âme et visages du Valais. Lausanne 1949.
- Le Rhône. La lutte contre l’eau en Valais. Griffon. Neuenburg 1953.
- Histoire de la Murithienne de 1861 à 1961. In: Bulletin de la Murithienne, 78, 1961, S. 1–20.
- La vie et l’oeuvre de l’ingénieur Ignace Venetz, 1788–1859. In: Bulletin de la Murithienne, 76, 1959, S. 1–51.
- Le chanoine Pierre Bourban, prieur de l’Abbaye de St-Maurice (1854–1920). In: Bulletin de la Murithienne, 1919, Nr. 41, S. 112–114.
- Les routes et les chemins du Valais. In: Bulletin de la Murithienne, 69, 1952, S. 10–30.
- Venetz et la théorie glaciaire. In: Les Alpes, 1961.
- Wanderbuch Val d’Anniviers – Val d‘Hérens. Kümmerly+Frey, Bern 1965.
- Brig, Simplon, Goms. Routenbeschreibungen von 38 Wanderwegen mit Profilen, Kartenskizzen und Bildern. Übersetzt von Helen Beyeler. Schweizer Wanderbuch, 19. Bern 1964.
- La catastrophe du Giétroz en 1818. In: Bulletin de la Murithienne, 87, 1970, S. 12–19.
- Sitten, Siders, Montana. Mittelwallis, rechtes Ufer. Routenbeschreibung von 37 Wanderwegen mit Kartenskizzen und Bildern. Neu herausgegeben und übersetzt von Gilbert Petoud. Schweizer Wanderbuch, 21. Bern 1976